# 고경 (후연)
고경(高慶, 생몰년 미상), 오호십육국시대 후연의 사공으로 성무제 모용수를 보좌하였다. 본관은 발해(勃海)이고, 고은(高隱)의 아들이며 고태의 아버지, 북제를 건국한 북제 문선제의 열조부이다.

## 생애
전해지는 발해 고씨의 기록 중에서, 가장 먼저 관료직을 역임한 사람으로 확인된다. 모용수 시기 태자첨사겸사공(太子詹事兼司空)으로 임명되었고, 고경의 출세를 통해 그의 아들인 고태, 고도(高韜)의 관료 진출의 기반이 되었다. 
550년, 곤손 고양이 북제를 건국하자 고경은 사공부군(司空府君)으로 추존되어 칠묘에 위패가 안치되었다.
559년, 문선제가 죽고 북제 폐제가 즉위하자 사공부군의 묘역은 제거되었다. 이듬해 북제 효소제가 즉위하자 고경의 묘역은 복구되었으며 565년 북제 무성제가 죽자 사공부군의 묘역은 다시 제거되었다.

## 가족
- 부친: 고은
- 모친: 불명
- 숙부: 고첨(高瞻)
- 아들: 이부상서 고태
- 손자: 진주사군 고호